# 米爾克里克鎮區 (堪薩斯州華盛頓縣)
米爾克里克鎮區（英語：Mill Creek Township）為美國堪薩斯州華盛頓縣轄下的鎮區。2010年美国人口普查中此鎮區人口有228人。

## 地理
米爾克里克鎮區涵蓋總面積為93.8平方（36.23平方英里），其中陸地面積為93.6平方（36.12平方英里），水域面積為0.28平方（0.11平方英里）或0.30%。

## 人口統計
根據2010年美國人口普查，米爾克里克鎮區人口有228人，其中男性有123人，女性有105人，人口密度為每平方公里2.43人，住房計136戶。鎮區內的白人有224人，非裔美國人有2人，美洲原住民有0人，亞裔美國人有0人，太平洋島裔美國人有0人，其他種族有0人，混血種族則有2人。此外鎮區內有0人為西班牙裔或拉丁裔美國人。此鎮區之年齡中位數為42.0歲，而男性年齡中位數為41.6歲，女性年齡中位數為43.8歲。

## 交通

### 主要公路
- 15號堪薩斯州州道
- 22號堪薩斯州州道